# Podemos
Podemos (AFI: [poˈðemos], lett. "Possiamo") è un partito politico spagnolo di sinistra, d'ispirazione socialdemocratica, alter-globalista ed eco-socialista, contrario all'austerità dell'Unione europea e propugnatore della democrazia diretta e della difesa dei diritti sociali (lavoro, istruzione, salute).
Il partito venne fondato nel marzo 2014 nell'ambito delle proteste contro la disuguaglianza e la corruzione legate al Movimiento 15-M dal professore universitario Pablo Iglesias Turrión, ispirato dall'opera Egemonia e strategia socialista di Chantal Mouffe e Ernesto Laclau.
A ottobre 2014, risultava essere il secondo partito in Spagna per numero di iscritti, dopo il Partido Popular.
Alle elezioni europee del 2014, Podemos ha ricevuto l'8% del voto nazionale eleggendo cinque europarlamentari.
Alle elezioni politiche del 2016, il partito ha ottenuto il 21,15% dei voti, diventando il terzo partito al Congresso, con 71 seggi su 350.

## Storia
Podemos fu fondato il 17 gennaio 2014 da alcuni attivisti di sinistra legati al Movimiento 15-M (noto anche come il movimento degli indignados).
Si presentò quindi per la prima volta alle elezioni europee del 2014, ottenendo a sorpresa l'8% dei voti (quarto partito spagnolo) ed eleggendo cinque eurodeputati. Gli eletti di Podemos al Parlamento europeo sono parte del Gruppo della Sinistra Unitaria Europea e della Sinistra Verde Nordica, in seguito alla cooperazione avuta con SYRIZA ed il supporto fornito da Podemos alla candidatura di Alexis Tsipras a Presidente della Commissione europea.

### 2015
A marzo 2015 si svolsero le regionali in Andalusia, e qui Podemos col 15% divenne il terzo partito.
Alle regionali catalane del successivo 27 settembre, il partito fa parte con altre forze di sinistra della lista Catalunya sí que es pot (Catalogna sì, si può) e, con l'8,94% circa, elesse 11 membri al Parlamento catalano.
Più soddisfacenti furono i risultati delle elezioni amministrative del 2015, in cui Podemos occupò le poltrone di sindaco della città di Madrid (Manuela Carmena) e Barcellona (Ada Colau), ma anche di Saragozza, La Coruña, Pamplona, Cadice, Santiago di Compostela e Badalona.
Infine, alle elezioni generali del 20 dicembre si posizionò come terzo partito più importante, col 20,68% delle preferenze.

### 2016

Logo della Coalizione Unidos Podemos, che comprende Podemos, Sinistra Unita, ICV, EUIA, En Marea e Compromís.

Con il ripetersi delle Elezioni Generali nel 2016, a causa dell'impossibilità di formare un governo dopo i tentativi di Mariano Rajoy (Partito Popolare) e Pedro Sanchez (Partito Socialista), Podemos ha formato una coalizione con il Partito della Sinistra Unita: Unidos Podemos. La coalizione includeva anche i partiti locali di En Marea in Galizia, l'ICV e l'EUiA in Catalogna e Compromís nella Comunità Valenzana, ed ha raggiunto il 21,15%, confermandosi la terza forza politica della Spagna ed eleggendo 71 deputati e 16 senatori.
I parlamentari di Unidos Podemos non hanno sostenuto il tentativo di Mariano Rajoy, supportato dal Partito Popolare e da Ciudadanos, di formare un Governo, ed auspicano la nascita di un "Gobierno del cambio" (Governo del cambiamento), con evidenti segnali di distensione nei confronti del PSOE e di Pedro Sanchez.
Alle elezioni regionali del 25 settembre, in Galizia, En Marea (partito locale affiliato a Podemos) ha superato il 19% eleggendo 14 deputati e risultando la seconda lista più votata, superata solo dal Partito Popolare del Governo Galiziano uscente e lasciando in terza posizione il Partito Socialista. Nei Paesi Baschi, sfiorando il 15% Podemos ha ottenuto 11 seggi, superato dal Partito Nazionale Basco e da Eh Bildu, è stato il terzo partito più votato, ma il primo tra i soggetti politici anche presenti a livello nazionale spagnolo.

### 2018
Il 12 aprile 2018, Podemos è tra i membri fondatori dell'alleanza europea Ora il Popolo.
Il 2 maggio i parlamentari di Podemos votano a favore della mozione sfiducia contro il Governo Rajoy presentata dal socialista Pedro Sanchez. La vittoria della mozione di sfiducia - data la natura costruttiva prevista dalla legge spagnola - pone automaticamente Sanchez nella posizione di formare un nuovo governo. Due giorni dopo, Sánchez ufficializza la scelta di formare un governo di minoranza (il governo Sánchez I), senza nessun membro di Unidos Podemos.

### 2019
Nelle elezioni generali di aprile 2019 Unidas Podemos ottiene 42 deputati. La coalizione tratta con Pedro Sanchez, vincitore delle elezioni, per costituire un governo progressista di coalizione. Durante le negoziazioni UP chiedeva una ripartizione dei ministeri in maniera proporzionale ai voti ottenuti, inoltre per facilitare l'accordo aveva comunicato la volontà di rinunciare a "ministeri di Stato" in favore di "ministeri sociali" e la rinuncia di Pablo Iglesias a entrare nel governo. Nonostante ciò non è raggiunto un accordo e vengono convocate nuove elezioni per novembre dello stesso anno.
Nel settembre 2019 dopo mesi di scontri Iñigo Errejón e i membri del partito a lui vicini escono dal partito e fondano Más País, che nelle elezioni anticipate corre autonomamente alleato con altri partiti regionali di sinistra e ecologisti.
Nelle elezioni di novembre Podemos e i suoi alleati ottengono 35 deputati. Di fronte all'aumento di seggi del partito di estrema destra Vox, UP e il PSOE tornano a negoziare la formazione del governo. Le negoziazioni si concludono con la formazione del Secondo Governo Sanchez, in cui UP ottiene cinque ministeri, di cui due espressi da Podemos: Pablo Iglesias come ministro dei Diritti Sociali e dell'Agenda 2030 e Irene Montero come ministra dell'Uguaglianza. Pablo Iglesias inoltre ottiene anche la seconda vicepresidenza del governo.

### 2021
Nel marzo 2021 Pablo Iglesias si dimette per correre alle elezioni regionali della Comunità di Madrid, viene sostituito alla vicepresidenza da Yolanda Diaz, già ministra del lavoro e iscritta al Partito Comunista, e al ministero dei Diritti Sociali e dell'Agenda 2030 da Ione Belarra, già sottosegretaria dello stesso.
A seguito della sconfitta nelle elezioni di Madrid, a fronte di un aumento di seggi, Pablo Iglesias abbandona la politica. Nella IV Assemblea Cittadina di Podemos viene eletta come nuova segretaria Ione Belarra.

### 2023
Nelle elezioni regionali di maggio 2023 il partito perde molti seggi, passa infatti da 47 a 14 consiglieri regionali, non entrando in nessun governo autonomico.
Il 9 giugno 2023 il partito dopo aver tenuto un sondaggio telematico tra i suoi iscritti in cui si sono espressi a favore dell'entrata del partito nella coalizione di Sumar per affrontare i partiti di destra spagnoli scioglie la sua coalizione.
Nelle elezioni anticipate, convocate a seguito della sconfitta del PSOE alle elezioni regionali, Sumar ottiene il 12,3% dei voti e l'8,9% dei seggi, 31. Sebbene rispetto alla coalizione precedente Unidas Podemos perda 7 seggi, si conferma quarta forza politica del paese. Ione Belarra dichiarò che la perdita dei voti della «sinistra alla sinistra del PSOE» era stata causata dal poco spazio dato a Podemos nella coalizione. Nonostante ciò l'aumento di voti rispetto alle elezioni municipali e autonomiche, in cui le sinistre si erano candidate sotto la coalizione Unidas Podemos, era stato notevole. 
Il 24 ottobre del 2023 Sumar annuncia un accordo di investitura con il PSOE per permettere la nascita di un governo di coalizione.
Successivamente il 16 novembre, votando la fiducia per Pedro Sanchez come capo del governo, la coalizione entra a far parte del suo terzo esecutivo esprimendo 5 ministri, nessuno dei quali però proveniente da Podemos. Podemos, rimasto fuori dal governo, annuncia il passaggio dei suoi cinque deputati al gruppo misto nel Congresso dei Deputati per aprire una nuova tappa di ricerca di «autonomia politica e parlamentare, con i voti dei suoi seggi e voce propria».

### 2024
Podemos si presenta da solo alle elezioni europee del giugno 2024 ottenendo il 3,28% dei voti riuscendo a eleggere due eurodeputate, Irene Montero e Isa Serra, che si iscrivono al gruppo GUE/NGL. Nel settembre 2024 aderisce al nuovo partito europeo European Left Alliance, rimanendo però dentro il gruppo GUE/NGL.

## Ideologia
Podemos, nato dalle proteste degli indignados, si propone come uno «strumento» per una democrazia più partecipativa.
Podemos ha presentato un programma scritto collettivamente per le Elezioni europee del 2014. I principali punti del programma sono:
- Ripresa economica: con enfasi sulla gestione pubblica, riduzione della povertà e dignità sociale attraverso un reddito di base per tutti, includendo misure più severe contro l'evasione fiscale delle grandi aziende e multinazionali, promuovendo invece le piccole e medie imprese.
- Promozione di libertà, uguaglianza e fratellanza: abbattendo le barriere in Europa e permettendo alle persone di collaborare equamente e liberamente senza stigmi sociali.
- Ridefinizione della sovranità: rimuovendo o con una revisione del Trattato di Lisbona, abbandonando alcuni degli accordi di libero scambio e promuovendo l'utilizzo di referendum su ogni riforma costituzionale.
- Cura dell'ambiente: accordi per la riduzione dell'uso di carbone fossile, promuovendo i trasporti pubblici e iniziative per il passaggio a fonti di energia rinnovabile, la riduzione dell'agricoltura industriale dei cash crop e stimolando il consumo di prodotti locali prodotti da piccole e medie imprese.

Tra le sue proposte di politica economica ci sono un piano per il risparmio energetico, il passaggio a fonti di energia rinnovabile e l'autoconsumo elettrico (1, 2, 4, 7, 9), il trasporto pubblico gratuito per i poveri (16), la creazione dei science shop per una ricerca scientifica che parta dalle esigenze sociali (31), l'aumento dell'imposizione fiscale sui redditi più alti (46) e l'aumento della progressività dell'IVA (49), la creazione di una banca pubblica (58), la possibilità di ristrutturare il mutuo per le famiglie in difficoltà (63), l'etichetta etica (73), investimenti pubblici nell'economia collaborativa (75), l'aumento del salario minimo (91), l'introduzione del reddito minimo garantito (101), la settimana lavorativa di 35 ore (106), la pensione a 65 anni (108) e l'aumento selettivo dei contributi previdenziali (109 e 113). Frequenti sono anche i riferimenti ad un patriottismo sociale ed inclusivo, che considera come 'eroi della patria' i movimenti ecologisti, femministi e dei lavoratori, in opposizione al nazionalismo etnoculturale della destra spagnola.
Altre proposte sono l'introduzione di una Tobin tax sulle transazioni finanziarie, la partecipazione dei cittadini al processo legislativo (227) e alla gestione dei servizi pubblici (251), sanzioni amministrative proporzionate al reddito (258), un piano strategico di migrazione della pubblica amministrazione al software libero e ai dati aperti (265).
Per approfondire, sono disponibili le traduzioni italiane dei documenti fondativi Archiviato il 5 novembre 2016 in Internet Archive. e dei programmi Archiviato il 6 novembre 2016 in Internet Archive. di Podemos. È stato spesso paragonato con il partito greco Coalizione della Sinistra Radicale, che sostiene il presidente Alexīs Tsipras. Non sono mancate accuse di populismo e di affinità con regimi politici come quello di Nicolás Maduro nel Venezuela, a cui Iglesias ha risposto descrivendo le accuse come calunnie e annunciando azioni legali.
Dopo le elezioni europee del 2014 ha deciso di aderire al gruppo parlamentare della Sinistra Unitaria Europea/Sinistra Verde Nordica.

## Congressi
| Assemblea | Anno | Segretario generale eletto       |
| --------- | ---- | -------------------------------- |
| 1ª        | 2014 | Pablo Iglesias Turrión (96,87 %) |
| 2ª        | 2017 | Pablo Iglesias Turrión (89,09 %) |
| 3ª        | 2020 | Pablo Iglesias Turrión (92,19 %) |
| 4ª        | 2021 | Ione Belarra Urteaga (88,69 %)   |

## Risultati elettorali

### Elezioni legislative
| Anno            | Voti      | %           | +/-      | Seggi    | +/- | Status                           | Note |
| --------------- | --------- | ----------- | -------- | -------- | --- | -------------------------------- | --- |
| 2015            | 5 212 711 | 20,68 (3.°) |          | 69 / 350 |     | Opposizione                      | Coalizione composta da: - Podemos (3 198 584) - En comú (929 880) - Compromís (673 549) - En marea (410 698)                    |
| 2016            | 5 087 538 | 21,15 (3.°) | 0,47     | 71 / 350 | 2   | Opposizione                      | Coalizione composta da: - Unidos Podemos (3 227 123) - En comu podem (853 102) - A la valenciana (659 771) - En marea (347 542) |
| 2019 (Aprile)   | 3 751 145 | 14,32 (4°)  | 6,83     | 42 / 350 | 29  | Appoggio esterno                 | Coalizione composta da: - Unidas Podemos (2 897 419) - En comu podem (615 665) - Grupo comun da esquerda (238 061)              |
| 2019 (Novembre) | 3 097 185 | 12,84 (4°)  | 1,48     | 35 / 350 | 7   | Governo                          | Coalizione composta da: - Unidas Podemos (2 364 192) - En comu podem (546 733) - Grupo comun da esquerda (186 260)              |
| 2023            | In Sumar  | In Sumar    | In Sumar | 5 / 350  | 30  | Maggioranza poi appoggio esterno | - |

### Elezioni europee
| Anno | Voti      | %           | Seggi  | +/- | Note                                       |
| ---- | --------- | ----------- | ------ | --- | ------------------------------------------ |
| 2014 | 1 253 837 | 7,98 (4.°)  | 5 / 54 | 5   |                                            |
| 2019 | 2 258 857 | 10,07 (4.°) | 3 / 54 | 2   | Nella coalizione Unidos Podemos por Europa |
| 2024 | 578 007   | 3,27 (7.°)  | 2 / 61 | 1   |                                            |